# Journée mondiale des maladies rares
La journée mondiale des maladies rares est une journée internationale qui a lieu tous les ans le dernier jour de février (soit le 28 ou le 29). Parce que vivre quotidiennement avec une maladie rare  relève très souvent du parcours du combattant, cette journée a été mise en place dans le but d'attirer l’attention du grand public, du réseau social et des décideurs sur les maladies rares et leur impact sur la vie des personnes qui en souffrent. C'est en 2008 sous l'impulsion de l'Organisation européenne pour les maladies rares (Eurordis) que cette journée a été créée. Au départ, c'était une journée essentiellement européenne, mais elle s'est ensuite internationalisée. Cette journée est célébrée par plus d'une centaine de pays,,,,,.
En 2010, 46 pays ont participé à la célébration de cette journée dont la Lettonie, la Lituanie, la Slovénie, la Géorgie et trois pays africains qui ont rejoint l'événement pour la première fois. Les  mêmes 46 pays ont participé derechef à l'événement en 2011. En 2012, des milliers d'organisations de défense des malades s'y sont impliquées, dont plus de 600 partenaires travaillant avec NORD (National Organization for Rare Disorders) aux États-Unis pour mettre en lumière  la Journée consacrée aux maladies rares.
En 2014 la participation a connu une hausse considérable en passant à 84 pays avec plus de quatre cents événements dans le monde. Neuf nouveaux pays ont participé en 2014 : Cuba, l'Équateur, l'Égypte, la Guinée, la Jordanie, le Kazakhstan, le Kenya, Oman et le Paraguay. En 2018, le Cap-Vert, le Ghana, la Syrie, le Togo et Trinité-et-Tobago y ont participé pour la première fois, avec 80 nations participant aux événements de cette année-là. Pour son édition 2021, la journée mondiale des maladies rares a regroupé 103 pays où de nombreux événements virtuels furent organisés (conférences, campagne sur les réseaux sociaux, tables-rondes, webinaires) à cause de la pandémie du covid-19,,.